# موتور سنکرون

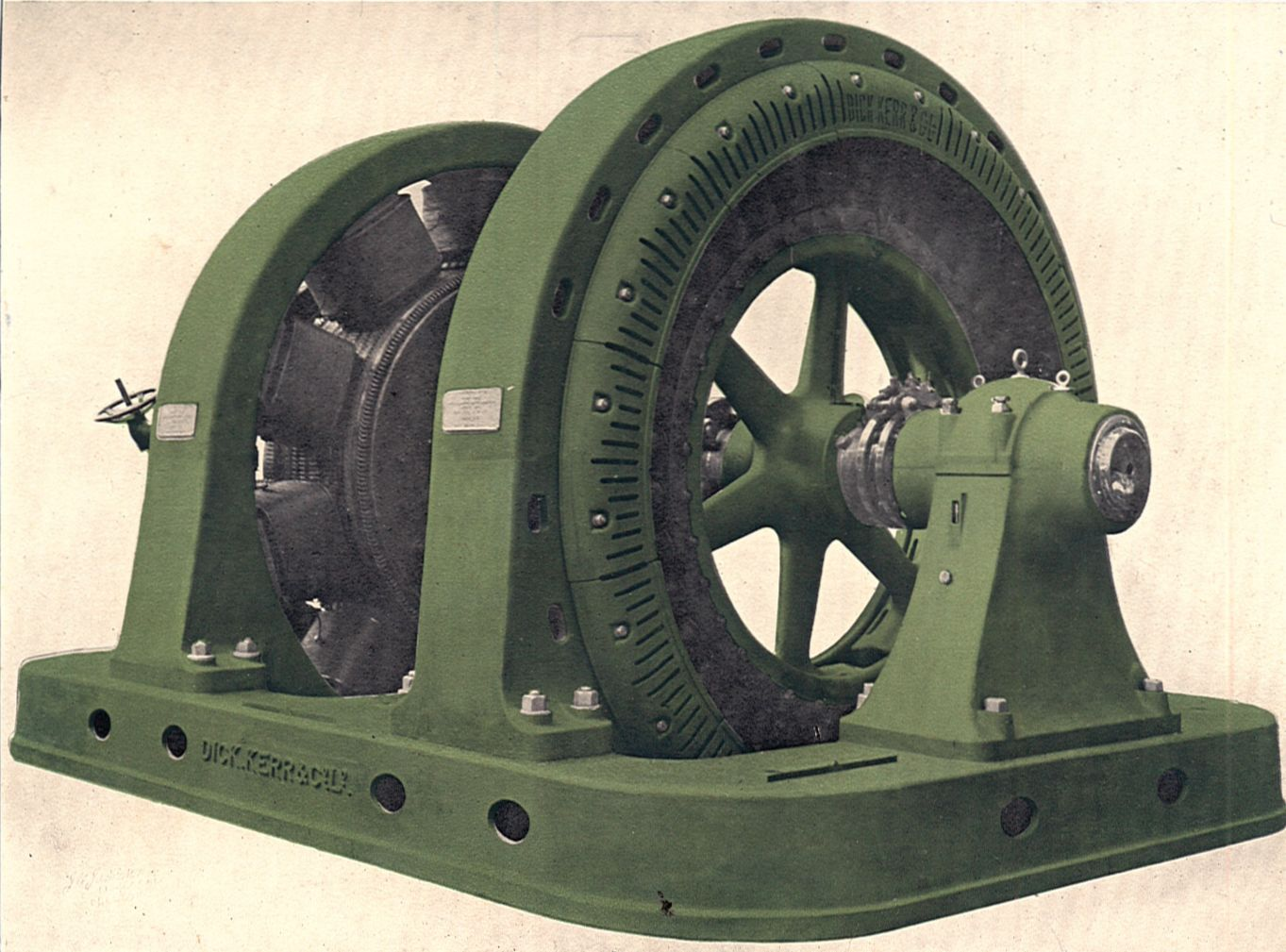
یک موتور-ژنراتور سنکرون طراحی شده برای تبدیل AC به DC
ساخته شده در حدود سال "۱۹۰۹"میلادی

موتور سنکرون (به انگلیسی: Synchronous motor) دسته‌ای از موتورهای الکتریکی برق متناوب(AC) هستند که روتور آن‌ها با سرعتی ثابت و متناسب با فرکانس جریان ورودی می‌چرخد. منظور از سرعت ثابت آن است که در صورت تغییر میزان بار مکانیکی روی شفت، سرعت گردش موتور تغییر نخواهد کرد. در واقع این سرعت ثابت همان سرعت میدان مغناطیسی دوار حاصل از نوسان برق متناوب در استاتور است.
موتورهای سنکرون دارای آهنرباهای الکتریکی (اغلب چند فازی) AC در استاتور خود هستند که به موجب آن یک میدان مغناطیسی در استاتور ایجاد می‌شود که تحت تأثیر نوسانات جریان متناوب در استاتور دوران می‌کند.
روتور به صورت یک آهنربای دائمی یا الکتریکی ، همراه با گردش میدان مغناطیسی استاتور و هم سرعت با آن و با سرعت ثابت به حرکت در میاید.
برای تغییر سرعت موتور یک روش،تغییر فرکانس منبع تغذیه است.روش دیگر،تغییر تعداد قطب {\displaystyle p} هاست. البته تعداد قطب‌ها جزو ویژگی‌های ذاتی موتور بوده و در زمان ساخت با توجه به نوع سیم پیچی استاتور مشخص می‌شود.
نوع خاصی از موتورها به نام موتور دالاندر وجود دارند که تعداد قطب‌های آن در حین استفاده، بین ۲ یا ۴ (تعداد قطب‌ها باید مضرب زوج باشد) قطب قابل تغییر است. سرعت در موتورهای دالاندر به نسبت ۱ به ۲ می‌باشد.
موتور سنکرون و موتور القایی از پراستفاده‌ترین موتورهای AC هستند. تفاوت بین آن‌ها دو مورد کلی است. اول این که  موتورهای سنکرون دقیقاً با سرعت سنکرون (که تحت تأثیر فرکانس منبع تغذیه و تعداد قطب‌های استاتور است) می چرخد  و دیگر این که  موتورهای سنکرون برای ایجاد میدان مغناطیسی در روتور به جریان القایی تکیه ندارند . در مقابل موتورهای القایی برای ایجاد میدان مغناطیسی در روتور از جریان القایی استفاده می‌کنند که به همین علت همواره روتور با سرعتی کمتر از سرعت سنکرون ( سرعت دوران میدان مغناطیسی استاتور) میچرخد که به این تفاوت سرعت اصطلاحاً لغزش(slip) میگویند.
موتورهای سنکرون در سایزهای کوچک و قدرت‌های کم اغلب در تجهیزاتی مورد استفاده قرار می‌گیرند که احتیاج به سرعتی ثابت ، دقیق و با نوسانات کم باشد. مثل ساعت‌ها و تایمرهای آنالوگ و دیگر وسایلی که در ان‌ها  زمانبندی اهمیت دارد.

در موتورهای سنکرون سیم پیچی روتور با ولتاژ مستقیم تغذیه می‌شود.

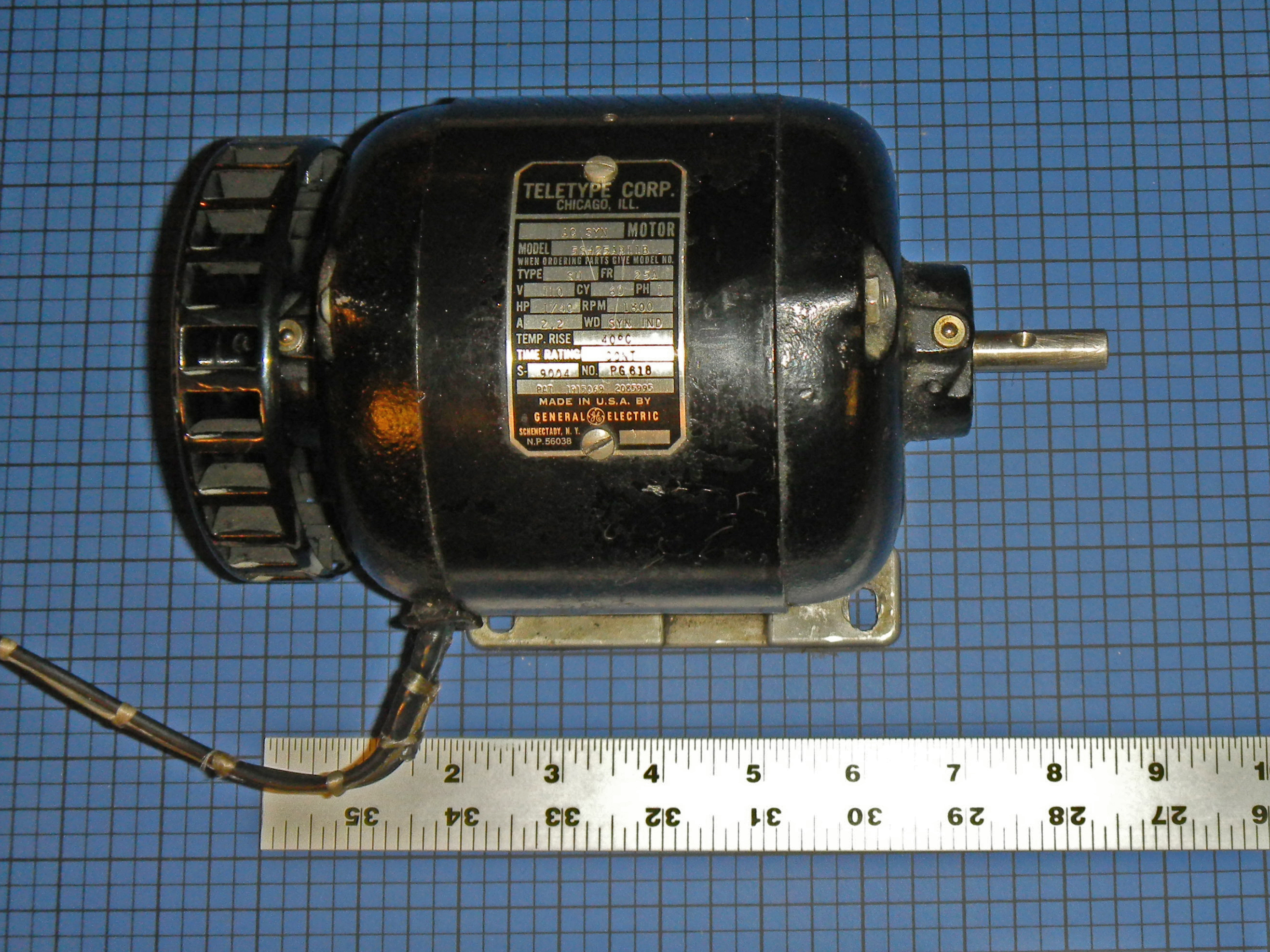

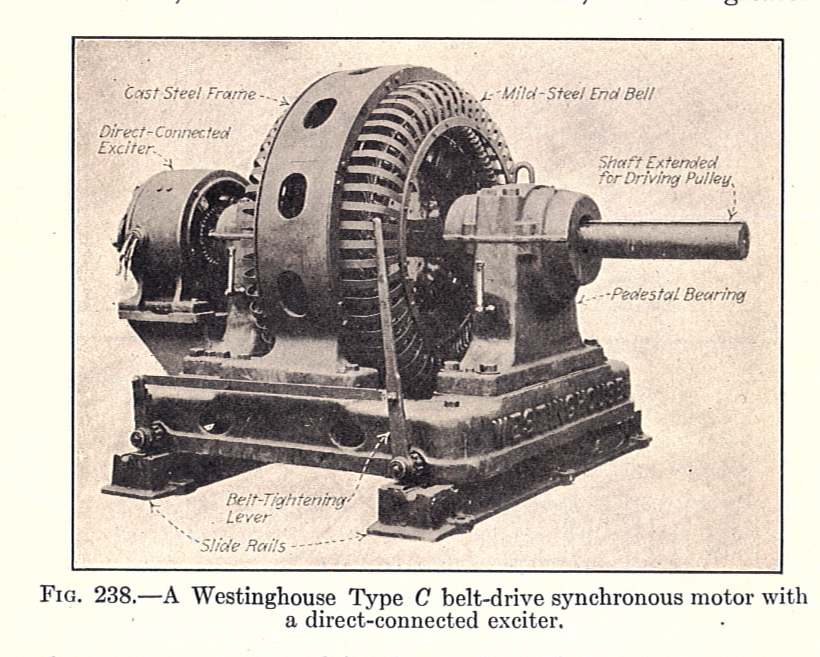

## سرعت یک موتور سنکرون

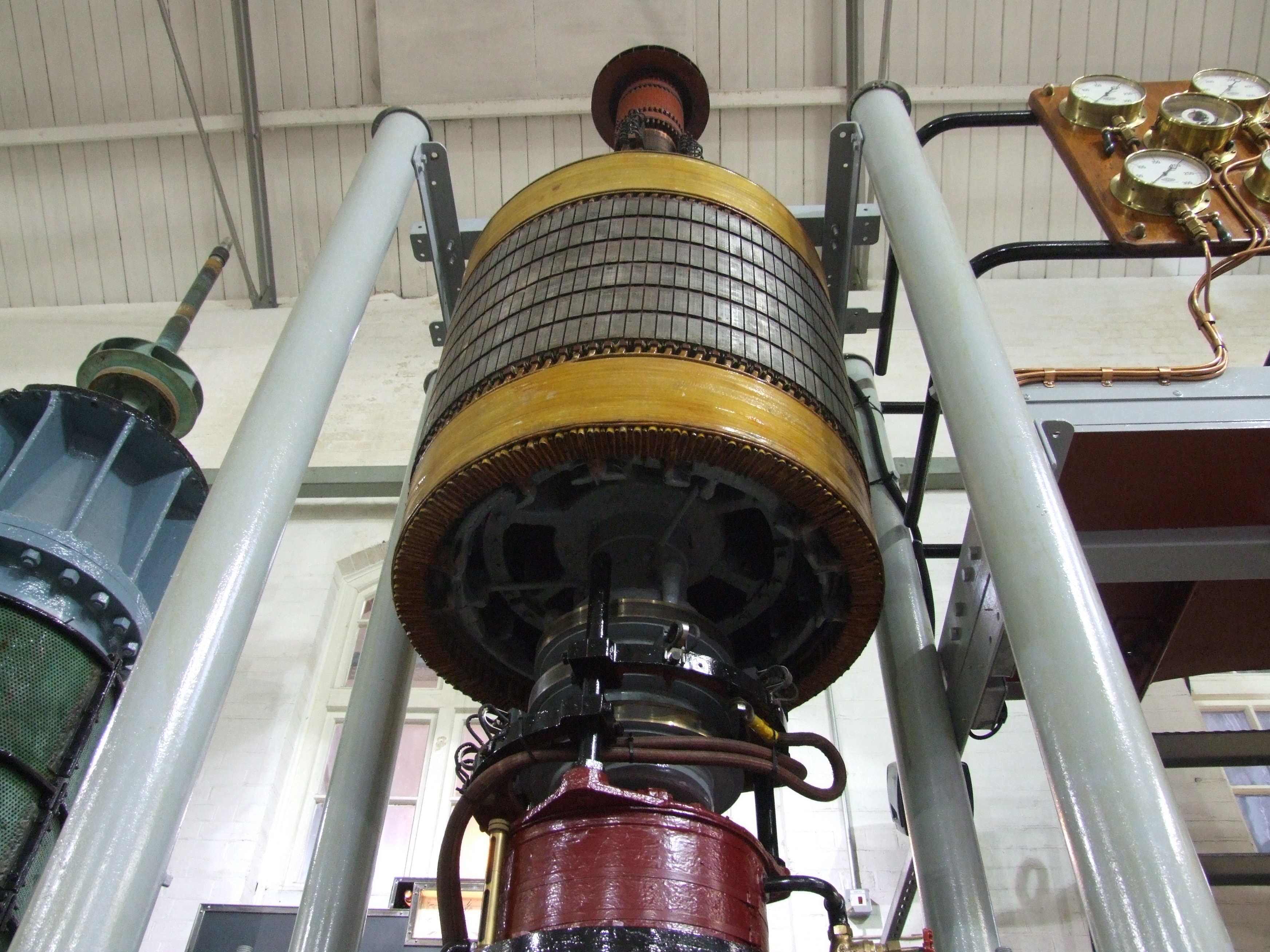

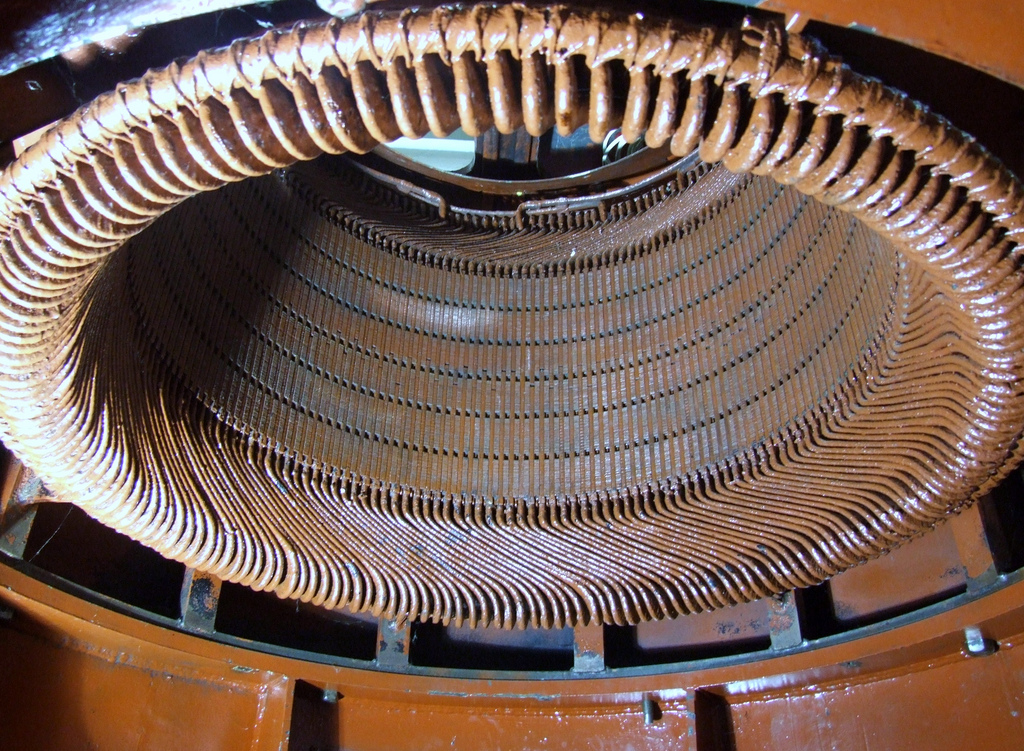

سرعت سنکرون  یک موتور سنکرون داده شده‌است:
برحسب دور بر دقیقه(rpm):{\displaystyle N_{s}=120{\frac {f}{p}}}
در این رابطه Ns سرعت سنکرون یا همان سرعت چرخش روتور بر حسب دور در دقیقه(RPM)، f فرکانس تغذیه موتور بر حسب هرتز و p تعداد قطب‌های استاتور است.
برحسب رادیان بر ثانیه (rad/s):{\displaystyle \omega _{s}=4\pi {\frac {f}{p}}}

{\displaystyle f} بسامد(فرکانس)جریان تغذیه AC برحسب Hzمی باشد،
و {\displaystyle p} تعداد قطب های استاتور است.

نکته:
هرگاه {\displaystyle p} را به صورت جفت قطب ذکر شد، باید آنرا در فرمول، در ۲ ضرب کرد. زیرا هر جفت قطب، متشکل از ۲ قطب می باشد.

## نحوه شروع به کار

### تئوری
برای راه‌اندازی موتورهای سنکرون ابتدا توسط یک وسیله ثانویه مثل موتور دیزل و در نمونه های کوچک تر،یک خازن روتور را چرخانده و به سرعت سنکرون می‌رسانند، (سرعت سنکرون با توجه به تعداد قطب‌ها و فرکانس تغذیه مشخص می‌شود) سپس تغذیه آن‌ها را وصل می‌کنند.
«در این حالت اگر شوک بار یا بار زیادی برای موتور ایجاد شود باعث ایستادن روتور شده و ممکن است موتور بسوزد»

### عملی
معمولاً در روتور موتورهای سنکرون علاوه بر آهن‌ربا حلقه‌های اتصال کوتاه نیز وجود دارد (مانند موتورهای روتور قفسی). این حلقه‌ها باعث می‌شود تا در لحظه راه‌اندازی سرعت روتور به سرعت سنکرون نزدیک شود و سپس به سرعت سنکرون برسد. این حلقه‌ها علاوه بر راه اندازی باعث مقاومت بیشتر موتور در برابر شوک بار و بار اضافی می‌شود.